# Плохие парни (серия фильмов)
«Плохи́е па́рни» (англ. Bad Boys) — американская серия фильмов в жанрах боевик и комедия, созданная Джорджом Галло.
Главные герои (в их роли снялись Уилл Смит и Мартин Лоуренс) — два детектива, работающие в Департаменте полиции Майами, Майкл «Майк» Лоури и Маркус Бёрнетт. Джо Пантолиано и Тереза Рэндл также появляются во всех четырёх фильмах. Майкл Бэй снял первые два фильма, а Адиль Эль Арби и Билал Фалла сняли третий. Габриэль Юнион, сыгравшая главную роль во втором фильме, также снимается вместе с Джессикой Альбой в телесериале «Лучшие в Лос-Анджелесе».
Эта серия собрала более 841 миллионов долларов. Первый и четвёртый фильм получил смешанные отзывы от критиков, второй был плохо принят, а третий получил в целом положительный отклик от критиков.

## Фильмы
| Фильмы                | Дата релиза     | Режиссёр(ы)                  | Сценарист(ы)                                 | Рассказ(ы)                                                               | Производитель(и)                                     |
| --------------------- | --------------- | ---------------------------- | -------------------------------------------- | ------------------------------------------------------------------------ | ---------------------------------------------------- |
| Плохие парни          | 7 апреля, 1995  | Майкл Бэй                    | Майкл Бэрри, Джим Малхолланд и Даг Ричардсон | Джордж Галло                                                             | Дон Симпсон и Джерри Брукхаймер                      |
| Плохие парни 2        | 18 июля, 2003   | Майкл Бэй                    | Рон Шелтон и Джерри Шталь                    | Рон Шелтон, Кормак Уибберли Марианна Уибберли и Сет Роген (без зарплаты) | Джерри Брукхаймер                                    |
| Плохие парни навсегда | 17 января, 2020 | Адиль Эль Арби и Билал Фалла | Крис Бремнер, Питер Крейг и Джо Карнахан     | Питер Крейг и Джо Карнахан                                               | Джерри Брукхаймер, Уилл Смит и Даг Белград           |
| Плохие парни до конца | 22 мая, 2024    | Адиль Эль Арби и Билал Фалла | Крис Бремнер и Уилл Билл                     | Крис Бремнер                                                             | Даг Белград, Джерри Брукхаймер, Уилл Смит и Чад Оман |

### Плохие парни(1995)
У детективов Майка Лоури и Маркуса Бёрнетта есть 72 часа, чтобы найти героин на сумму 100 миллионов долларов, прежде чем министерство внутренних дел их отстранит. Лоури становится более вовлечённым после того, когда его друг был убит наркоторговцами.
Основные съёмки фильма начались 27 июня в центре города Майами и завершилась 31 августа 1994 года.

### Плохие парни 2(2003)
Майк и Маркус возглавляют оперативную группу, расследующую поток «экстэзи» в Майами. Их поиск приводит к опасному вору Джонни Тапии, чей план по контролю над наркотиками в городе вызвал подпольную войну.

### Плохие парни навсегда(2020)
В июне 2008 года Майкл Бэй заявил, что он может снять «Плохих парней 3», но самым большим препятствием для потенциального продолжения будет стоимость, так как он и Уилл Смит требуют одну из самых высоких зарплат в киноиндустрии. К августу 2009 года Columbia Pictures наняла Питера Крейга для написания сценария для «Плохих парней 3». В феврале 2011 года Мартин Лоуренс подтвердил, что фильм находится в стадии разработки. В июне 2014 года Джерри Брукхаймер объявил, что сценарист Дэвид Гуггенхайм работает над сюжетом для продолжения. Два месяца спустя Лоуренс заявил, что сценарий был написан, и некоторые сцены были отсняты. К июню 2015 года режиссёр Джо Карнахан уже вёл переговоры, чтобы снять и, возможно, направить фильм. Два месяца спустя Sony Pictures Entertainment объявила, что «Плохие парни 3» выйдет 17 февраля 2017 года. Однако 5 марта 2016 года фильм был перенесён на 2 июня 2017 года. Производители планируют начать производство в начале 2017 года.
11 августа 2016 года фильм был снова перенесён на 12 января 2018 года, чтобы избежать конкуренции с фильмом DC Comics «Чудо-женщина» и переименован в «Плохие парни на всю жизнь». Лоуренс заявил в «Джимми Киммел в прямом эфире», что съёмки могут начаться в марте 2017 года. 7 марта 2017 года Карнахан покинул фильм из-за конфликтов в расписании, а в августе 2017 года Sony удалила фильм из графика выпуска. В августе 2017 года Лоуренс заявил, что сомневается, что фильм когда-нибудь будет снят. Во время выступления на австралийской передаче «Sunrise» 15 января 2018 года Уилл Смит сказал хозяевам Саманте Армитедж и Дэвиду Коху, что третий фильм будет «очень» скоро". 30 января 2018 года было объявлено, что Sony Pictures ведут переговоры с Адиль Эль Арби и Билалом Фалла, чтобы снять предстоящую третью запись во франшизе «Плохие парни» под названием «Плохие парни на всю жизнь». с возможной датой производства в августе 2018 года. Сообщается, что Sony готовится к долгожданной третьей части, съёмки которой начнутся в ноябре 2018 года и завершатся в марте 2019 года.
В ноябре 2018 года Мартин Лоуренс официально объявил через Instagram, что он и его коллега Уилл Смит вернутся для продолжения. Джо Пантолиано также собирается повторить свою роль капитана Говарда. Ванесса Хадженс, Александр Людвиг и Чарльз Мелтон были объявлены в актёрском составе 20 декабря 2018 года. Джейкоб Скипио и Паола Нуньес были объявлены в актёрском составе 21 декабря 2018 года. Съёмки начались 7 января 2019 года.

### Плохие парни до конца (2024)
В январе 2020 года четвёртая часть фильма была в разработке, а сценаристом стал Крис Бреммер. Смит и Лоуренс вновь вернутся к своим ролям. По состоянию на апрель 2022 года производство фильма было приостановлено из-за инцидента, когда Смит ударил Криса Рока пощечиной на церемонии вручения премии Оскар 2022 года, и последующего расследования. 4 марта 2024 года съёмки завершились. Премьера состоялась 7 июня 2024 года.

## Телесериал
В октябре 2017 года Брэндон Марголис и Брэндон Сонниер объявили о создании спин-оффа в виде телесериала, посвященного героине Габриель Юнион. Позже в том же месяце NBC заказал пилотный эпизод сериала.
К марту 2018 года Джессика Альба сыграла в сериале вместе с Габриель Юнион. Помимо Юнион, Джон Сэлли также исполнил свою роль Флетчера, компьютерного хакера, который помогал Майку и Маркусу в фильмах. В следующем месяце стало известно название сериала «Лучшие в Лос-Анджелесе», а Джерри Брукхаймер выступил исполнительным продюсером сериала. Позже в том же месяце NBC передал пилот, и всё шоу было передано другим сетям. Директор NBC, Боб Гринблатт, сказал: «Это всё жёсткие призывы. У нас было затруднение из-за богатства. И когда мы планировали расписание и календарь на весь сезон… это было шоу, которое не вписывалось в грандиозное событие».
В том же месяце стало известно, что Sony Pictures Television ведет переговоры с Charter Communications о том, чтобы снять сериал. К июню 2018 года канадская Bell Media продлила его до 13 эпизодов. Charter дала заказ сериала 26 июня, намереваясь сделать её для Spectrum первым оригинальным сериалом. В июне 2019 года сериал был возобновлён для второго сезона.

## Актёрский состав
| Персонажи                         | Фильмы            | Фильмы           | Фильмы                | Фильмы                | Телесериал                |  |
| Персонажи                         | Плохие парни      | Плохие парни 2   | Плохие парни навсегда | Плохие парни до конца | Лучшие в Лос-Анджелесе    |  |
| Персонажи                         | 1995              | 2003             | 2020                  | 2024                  | 2019–2020                 |  |
| --------------------------------- | ----------------- | ---------------- | --------------------- | --------------------- | ------------------------- |  |
| Маркус Бёрнетт детектив           | Мартин Лоуренс    | Мартин Лоуренс   | Мартин Лоуренс        | Мартин Лоуренс        | Кристиан Александр Лайттл |  |
| Майкл (Майк) Лоури детектив       | Уилл Смит         | Уилл Смит        | Уилл Смит             | Уилл Смит             |                           |  |
| Конрад Говард капитан             | Джо Пантолиано    | Джо Пантолиано   | Джо Пантолиано        |                       |                           |  |
| Тереза Бёрнетт                    | Тереза Рэндл      | Тереза Рэндл     | Тереза Рэндл          | TBA                   |                           |  |
| Меган Бёрнетт                     | Тиффани Самуэльс  | Бьянка Бетюн     | Бьянка Бетюн          | TBA                   |                           |  |
| Флетчер                           | Джон Сэлли        | Джон Сэлли       |                       | TBA                   | Джон Сэлли                |  |
| Джеймс Бёрнетт                    | Кори Ходжес       | Кори Ходжес      |                       | TBA                   |                           |  |
| Куинси Бёрнетт                    | Скотт Камбербэтч  | Скотт Камбербэтч |                       | TBA                   |                           |  |
| Реджи                             |                   | Деннис Грин      | Деннис Грин           | TBA                   |                           |  |
| Камео                             |                   | Майкл Бэй        | Майкл Бэй             | TBA                   |                           |  |
| Сидни «Сид» Бёрнетт детектив      |                   | Габриэль Юнион   |                       | TBA                   | Габриэль Юнион            |  |
| Армандо Армас Лоури               |                   |                  | Джейкоб Скипио        | TBA                   |                           |  |
| Джули Мотт                        | Теа Леони         |                  |                       |                       |                           |  |
| Фуше                              | Чеки Карио        |                  |                       |                       |                           |  |
| Санчес детектив                   | Нестор Серрано    |                  |                       |                       |                           |  |
| Элисон Синклер капитан            | Марг Хелгенбергер |                  |                       |                       |                           |  |
| Гектор Хуан Карлос «Джонни» Тапия |                   | Жорди Молья      |                       |                       |                           |  |
| Алексис                           |                   | Петер Стормаре   |                       |                       |                           |  |
| Роберто                           |                   | Джон Седа        |                       |                       |                           |  |
| Флойд Потит                       |                   | Майкл Шеннон     |                       |                       |                           |  |
| Изабель Арета                     |                   |                  | Кейт Дель Кастильо    |                       |                           |  |
| Келли                             |                   |                  | Ванесса Хадженс       |                       |                           |  |
| Дорн                              |                   |                  | Александр Людвиг      |                       |                           |  |
| Рэйф                              |                   |                  | Чарльз Мелтон         |                       |                           |  |
| Мэнни Мясник                      |                   |                  | Халед бен Абдул Халид |                       |                           |  |
| Нэнси МакКенна                    |                   |                  |                       |                       | Джессика Альба            |  |
| Бэн Бейнс                         |                   |                  |                       |                       | Дуэйн Мартин              |  |
| Джозеф Бёрнетт                    |                   |                  |                       |                       | Эрни Хадсон               |  |
| Бишоп Дюваль                      |                   |                  |                       |                       | Джейк Бьюзи               |  |
| Изабель МакКенна                  |                   |                  |                       |                       | Софи Рейнольдс            |  |
| Доктор Патрик МакКенна            |                   |                  |                       |                       | Райан Макпартлин          |  |
| Dante Sherman                     |                   |                  |                       |                       | Бэрри Слоун               |  |
| Рэй Шерман                        |                   |                  |                       |                       | Зак Макгоуэн              |  |
| Бэн Уокер                         |                   |                  |                       |                       | Зак Гилфорд               |  |

## Создатели
| Создатели       | Фильмы                              | Фильмы                                       | Фильмы                                                                        |
| Создатели       | Плохие парни                        | Плохие парни 2                               | Плохие парни навсегда                                                         |
| Года            | 1995                                | 2003                                         | 2020                                                                          |
| --------------- | ----------------------------------- | -------------------------------------------- | ----------------------------------------------------------------------------- |
| Композитор(ы)   | Марк Манчина                        | Тревор Рэбин                                 | Лорн Балф                                                                     |
| Операторы       | Говард Атертон                      | Амир Мокри                                   | Робрехт Хейворт                                                               |
| Редактор(ы)     | Кристиан Вагнер                     | Марк Голдблатт Томас А. Малдун Роджер Бартон | Дэн Лебентал Питер МакНалти                                                   |
| Компани(и)      | Don Simpson/Jerry Bruckheimer Films | Don Simpson/Jerry Bruckheimer Films          | Don Simpson/Jerry Bruckheimer Films 2.0 Entertainment Overbrook Entertainment |
| Дистрибьютор(ы) | Columbia Pictures                   | Columbia Pictures                            | Columbia Pictures                                                             |
| Даты релиза     | 7 апреля, 1995                      | 18 июля, 2003                                | 17 января, 2020                                                               |
| Хронометраж     | 119 минут                           | 147 минут                                    | 124 минут                                                                     |

## Отклик

### Бюджет и кассовые сборы
| Фильм | Дата релиза     | Кассовые сборы | Кассовые сборы   | Кассовые сборы | Рейтинги         | Рейтинги                | Бюджет   | Ссылки |
| Фильм | Дата релиза     | В США          | В других странах | Во всём мире   | Всё время в США  | Всё время по всему миру | Бюджет   | Ссылки |
| --- | --------------- | -------------- | ---------------- | -------------- | ---------------- | ----------------------- | -------- | ------ |
| Плохие парни | 7 апреля, 1995  | $65,807,024    | $75,600,000      | $141,407,024   | #1,110 (#742(A)) | #246 (#971(A))          | $19 млн  | [ 36 ] |
| Плохие парни 2 | 18 июля, 2003   | $138,608,444   | $134,731,112     | $273,339,556   | #356 (#168(A))   | #188 (#524(A))          | $130 млн | [ 37 ] |
| Плохие парни навсегда | 17 января, 2020 | $206,305,244   | $220,200,000     | $426,505,244   |                  |                         | $90 млн  | [ 38 ] |
| Всего | Всего           | $410 720 712   | $430 531 112     | $841 251 824   |                  |                         | $239 млн | [ 39 ] |
| Список индикаторов - (A) указывает скорректированные итоги на основе текущих цен на билеты (рассчитывается как кассовые сборы). |                 |                |                  |                |                  |                         |          |        |

### Критика и реакция аудитории
| Фильмы                           | Rotten Tomatoes     | Metacritic       | CinemaScore |
| -------------------------------- | ------------------- | ---------------- | ----------- |
| Плохие парни                     | 42 % (62 рецензии)  | 41 (24 рецензии) | A           |
| Плохие парни 2                   | 23 % (182 рецензии) | 38 (34 рецензии) | A           |
| Плохие парни навсегда            | 76 % (164 рецензии) | 59 (43 рецензии) | A           |
| Телевидение                      |                     |                  |             |
| Лучшие в Лос-Анджелесе (1 сезон) | 7 % (14 рецензии)   | 46 (6 рецензии)  | N/A         |

## Видеоигра
- «Bad Boys: Miami Takedown», видеоигра, выпущенная в 2004 году по мотивам сиквела «Плохие парни 2». Была выпущена в начале 2004 года, после выхода фильмов на DVD и VHS.